# David Williams (Fußballspieler, 1988)
David Joel Williams (* 26. Februar 1988 in Brisbane) ist ein australischer Fußballspieler.

## Vereinskarriere
Williams, der der Bevölkerungsgruppe der Aborigines angehört, spielte in seiner Jugendzeit neben Fußball unter anderem auch Rugby Union und bekam als Jugendlicher ein Stipendium von den Queensland Reds angeboten. Im Jugendfußball spielte Williams für den Mitchelton FC und besuchte die Queensland Academy of Sport, bevor er Anfang 2006 in der A-League einen Profivertrag für die letzten Saisonspiele bei Queensland Roar unterschrieb und im Heimspiel gegen den Sydney FC zu seinem Profidebüt kam. 
Nach Probetrainings beim FC Liverpool, RSC Anderlecht, FC Brügge und Brøndby IF unterschrieb er schließlich beim dänischen Klub Brøndby einen Drei-Jahres-Vertrag. Er spielte zunächst im Jugend- und Reserveteam, rückte aber nach zwölf Treffern in fünf Partien in den Profikader auf und gab am 5. August gegen den AC Horsens sein Debüt in der Superligaen. Ab Januar 2007 gehörte er auch offiziell zum Profiaufgebot und kam in der Folge überwiegend als Einwechselspieler zu Kurzeinsätzen, so auch beim Finalsieg in der Royal League 2006/07 gegen den FC Kopenhagen. 
Im September 2008 fiel Williams wegen einer Knieverletzung mehrere Monate aus und fand nach seiner Genesung zum Jahreswechsel unter dem neuen Trainer Kent Nielsen keine Berücksichtigung mehr. Williams forderte daraufhin im Sommer 2009 öffentlich wieder mehr Einsatzzeit, andernfalls werde er den Klub verlassen. Die Vereinsverantwortlichen reagierten auf diese Aussage, indem sie den Stürmer zunächst für ein Probetraining zum südafrikanischen Partnerverein Bidvest Wits schickten und ihn anschließend für die Saison 2009/10 zurück nach Australien an das neu gegründete A-League-Team North Queensland Fury verliehen. Ende Dezember 2009 wurde bekannt, dass Williams für die folgenden beiden Spielzeiten fest von Fury unter Vertrag genommen wurde. Für die bevorstehende Gruppenphase der AFC Champions League 2011, die während der australischen Saisonpause stattfindet, wurde er vom Ligakonkurrenten Sydney FC auf Leihbasis verpflichtet.

## Nationalmannschaft
Williams wirkte zunächst im Januar 2005 an der Ozeanien-Qualifikation der U-20-Auswahl mit und erzielte im April 2005 acht Tore im U-17-Qualifikationsturnier, darunter der 1:0-Siegtreffer im entscheidenden Finalspiel gegen Vanuatu. In der Folge wurde er sowohl für die U-20-Weltmeisterschaft 2005 in den Niederlanden als auch die U-17-Weltmeisterschaft 2005 in Peru nominiert. 
Nachdem er beim WM-Vorrundenaus der australischen U-20 zwar zum Aufgebot gehörte, aber nicht zum Einsatz kam, stellte die FIFA fest, dass er aufgrund der Regularien bei der U-17-Weltmeisterschaft nicht mehr startberechtigt ist. 2006 gehörte er zum australischen Aufgebot bei der U-19-Asienmeisterschaft, verpasste aber durch eine 1:2-Niederlage im Viertelfinale gegen Südkorea die Qualifikation für die U-20-WM 2007.
Nach mehreren Einsätzen für die australische U-23-Auswahl in der Qualifikation für die Olympischen Spiele 2008, debütierte Williams im Juni 2008 in einem WM-Qualifikationsspiel gegen China in der australischen A-Nationalmannschaft. Bei der 0:1-Niederlage wurde er nach 63 Minuten für James Holland eingewechselt.

## Erfolge
- Dänischer Pokalsieger: 2007/08 (im Finale nicht eingesetzt)
- Royal League: 2006/07